# آبتشنار بيدانجير (مقاطعة تشرام)
آبتشنار بيدانجير (بالفارسية: آب‌چنار بیدانجیر) هي قرية تقع في قسم بشتة ذيلايي الريفي (مقاطعة تشرام) في إيران. يقدر عدد سكانها بـ 50 نسمة .